# Stylatula diadema
Stylatula diadema är en korallart som beskrevs av Bayer 1959. Stylatula diadema ingår i släktet Stylatula och familjen Virgulariidae. Inga underarter finns listade i Catalogue of Life.